# Yangban

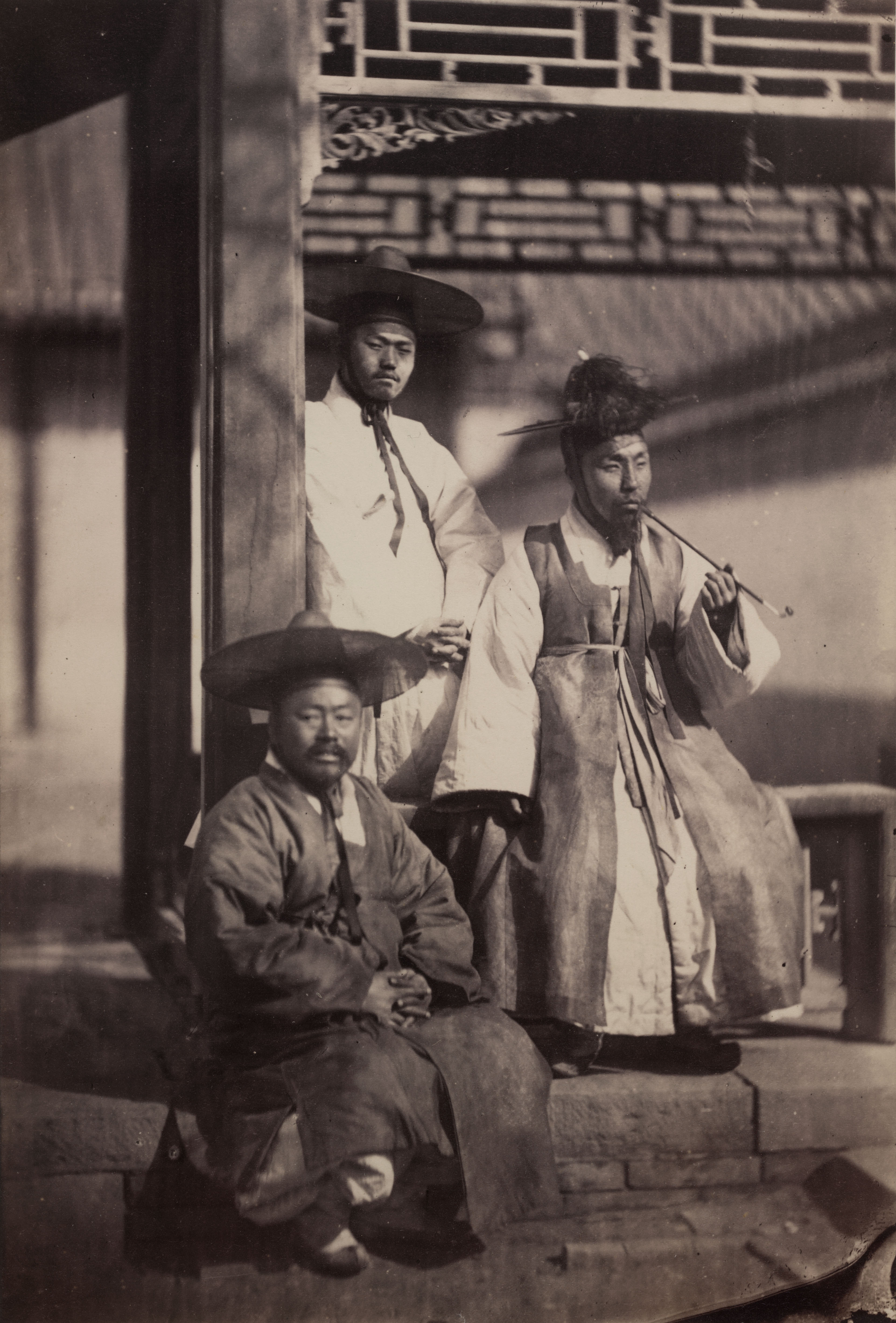
Yangban (1863).

Gli yangban (양반?, 兩班?) erano la più importante classe sociale della Corea nel periodo della dinastia Joseon (1392-1910). Ispirata all'ideale confuciano del funzionario-studioso, era costituita da funzionari sia civili (munban) sia militari (muban), da cui l'origine del nome yangban che significa, letteralmente, "due classi".
Inizialmente il termine, nato al tempo della dinastia Goryeo (935-1392), designava in senso stretto i funzionari del governo o i titolari di incarichi che avevano superato gli esami di ammissione al servizio statale, suddivisi nei due rami munkwa (civile) e mukwa (militare) e volti a verificare la conoscenza, da parte dei candidati, dei classici confuciani e dei loro interpreti neoconfuciani. Gli yangban erano quindi a tutti gli effetti i corrispondenti coreani dei funzionari-studiosi, o mandarini, della Cina imperiale.
Nel corso dei secoli il termine ampliò il suo significato finché, al tempo della dinastia Joseon, giunse a ricomprendere l'intera classe dei proprietari terrieri.

## Etimologia
Il termine yangban (양반?) si compone di due diverse sillabe, il cui significato complessivo suggerisce il senso originario della parola: yang (양?, 兩?), ovverosia "due, entrambi", e ban (반?), che rimanda ai concetti di gruppo, classe, oppure ordine. Il termine ban implica la carriera bipartita degli yangban, indicandone sia lo stato civile o "orientale" (tongban), sia lo stato militare o "occidentale" (soban). In periodo Goryeo il termine faceva originariamente riferimento ai due rami distinti di questa casta: il ramo civile munban (문반?) e quello militare muban (무반?).
Nel linguaggio comune yangban viene utilizzato nel significato di "gentiluomo", "brav'uomo", o in alcuni casi "marito".

## Storia
La figura dello yangban comincia ad affacciarsi sulla storia della penisola coreana a partire dal medio periodo Goryeo, e la loro classe era convenzionalmente suddivisa in due ordini: civile e militare. Il ramo civile godeva al tempo di supremazia indiscussa nella società e negli affari di stato. Questa distinzione era fonte di conflitti interni, che portarono il ramo militare a prendere il potere con un colpo di stato nel 1170. La parabola militare ebbe vita breve in quanto l'ordine venne restaurato nel giro di un secolo.
La società del periodo Joseon ereditò da Goryeo la rigorosa suddivisione gerarchica; tuttavia, la distinzione tra ramo militare e ramo civile si fece via via più nebulosa, e il termine yangban cominciò ad essere impiegato per riferirsi a tutta la classe sociale elitaria che dominò quasi indiscussa sino al tardo periodo Joseon. Come nel periodo Goryeo, l'appartenenza alla classe degli yangban era determinata dal superamento degli esami, tuttavia, mentre sotto Goryeo gli esami erano accessibili a tutti i coreani maschi, liberi e di maggiore età, la transizione alla dinastia Joseon stabilì che solo yangban e affiliati potessero accedere a un'educazione superiore e quindi agli esami. Per questa ragione, molti nobili non gradirono che, con la diffusione dell'alfabeto hangul (1446), coloro cui era stata preclusa un'istruzione adeguata (donne e classi inferiori) potessero ora imparare a leggere, scrivere e prendere parte più attiva alla vita politica.
Se in origine quella degli yangban era una classe meritocratica, con il passare dei decenni e soprattutto nel tardo periodo Joseon diventò una carica ereditaria marchiata da nepotismo, ragione per cui non era raro trovare yangban che conservavano il titolo ma non la ricchezza.
La rispettabilità della classe entrò in crisi a partire dal 1592, anno della prima invasione giapponese. Il governo cominciò a vendere le cariche a chi era abbastanza ricco da potersele permettere, seppur non yangban, in modo da garantire un maggior flusso di tasse nelle casse dello stato per finanziare la guerra. A questo periodo risalgono inoltre molte genealogie ritoccate da borghesi arricchiti desiderosi di diventare yangban. Avendo l'esercito giapponese distrutto molti registri genealogici, era difficile dire chi appartenesse a quale classe e soprattutto stabilire la falsità o l'autenticità di tali registri.
La classe degli yangban perse prestigio e influenza con lo sgretolarsi della dinastia Joseon, nell'arco di tutto il secolo XIX e agli inizi del secolo XX. In epoca moderna, e specialmente nella regione di Andong, che era patria delle più nobili famiglie di yangban del tardo Joseon, gli eredi delle antiche classi nobiliari ne mantengono viva la tradizione attraverso riti e cerimonie pubbliche, e offrendo le proprie case chongtaek ("case di lignaggio") come ostelli.

## Status ed occupazione
Sotto la dinastia Yi, gli yangban erano la classe più prestigiosa, seguita dai jungin (media borghesia), i sangmin (la gente comune), e i cheonmin, la categoria più infima che includeva schiavi e baekjeong (letteralmente macellai, ma in senso più lato tutti coloro che praticavano lavori considerati squallidi). Oltre che privilegi, quest'élite aveva anche degli obblighi: verso il governo pagare le tasse e prendere parte al servizio di leva; verso la propria classe eseguire riti e pratiche cerimoniali per onorare gli antenati (rigorosamente riservate ai maschi primogeniti, secondo i dettami di una società patriarcale e patrilineare), seguire una condotta consona a uno yangban entro i canoni della pietà filiale, e sposarsi esclusivamente entro i confini della propria casta.

### Attività sociale
Gli yangban del periodo Joseon erano latifondisti, grandi proprietari terrieri che ricevevano dal governo sussidi e/o terre, la cui lavorazione era affidata a braccianti e servi, ma non si occupavano direttamente dei loro appezzamenti: piuttosto si dedicavano a studi accademici e incarichi governativi. Si occupavano di preservare pratiche, costumi, politiche e dimensione sociale. Costruivano e e coltivavano una rete di relazioni che permettesse loro di interagire sia con le più alte sfere, che tra clan. Queste interazioni erano regolate all'interno della hyanghoe (향회?), letteralmente "assemblea locale", l'organo governativo che sanciva l'appartenenza alla nobiltà di Joseon. Quando uno yangban veniva ufficialmente ammesso all'ordine il suo nome e la data di ammissione venivano inseriti nello hyang-an (향안?), "elenco locale". I criteri di selezione per entrare a far parte della hyanghoe erano severi, e, nonostante potessero variare da regione a regione, determinate credenziale erano comuni a tutte le assemblee:
- Condurre la vita propria da yangban
- Essere imparentati con un importante letterato o qualcuno che abbia superato l'esame di stato
- Avere legami generazionali con uno dei clan locali
- Avere preso moglie in una famiglia di yangban in possesso delle credenziali sopracitate

Al di fuori della capitale, i signorotti locali detenevano un potere esteso, tant'è che i magistrati assegnati alle stesse zone di residenza dei clan yangban si rivolgevano spesso ad essi per pacificare le rivolte e mantenere lo status quo. Queste collaborazioni potevano, in casi estremi, diventare una sudditanza, rimettendosi gli ufficiali nelle mani delle élite.
Un altro importante nucleo di ritrovo sociale per yangban e letterati era il samaso, frequentato da yangban che studiavano i testi classici (saengwon) e yangban letterati (jinsa), solitamente in età che compresa tra 20 ai 30 anni. Nel samaso si riunivano i candidati ai gwageo (과거?), gli esami di ammissione al servizio civile. Sebbene la sua funzione ufficiale fosse quella di ritrovarsi per studiare, non era raro per i partecipanti indugiare in cibo, danze, musica e giochi. Il baet nori era una gita navale della classe nobile che presentava varie attività artistiche. Si godeva del baet nori in due sensi: cheryuhyeong (in soggiorno), con la barca ancorata per un certo tempo; o yuramhyeong (in crociera), navigando a lungo. Il baet nori – a modo di soggiorno – si svolgeva solitamente vicino alla residenza dei partecipanti. Al contrario, durante l'escursione in viaggio si poteva trascorrere diversi giorni in acqua. Durante questi viaggi, i nobili si divertivano anche con bevande, composizioni di poesie sijo e canzoni. A volte erano accompagnati da alcune gisaeng e da musicisti che fornivano l'accompagnamento per i balli.

### Attività letteraria e artistica
Con l'ascesa della nuova dinastia e del Neoconfucianesimo a ideologia di stato, gli yangban diventarono i custodi di tale morale e gli esponenti per eccellenza della dottrina confuciana e della coltivazione interiore ed esteriore del sé, in particolare attraverso arte, calligrafia, letteratura e studio dei classici cinesi.
Gli yangban conoscevano e studiavano i classici confuciani e neoconfuciani. Scrivevano principalmente in cinese classico, anche dopo la creazione dell'alfabeto coreano (hangul) nel 1443, e studiavano nelle sarangbang, ovvero stanze decorate con gli oggetti utilizzati per la scrittura, e la cui altra funzione era quella di accogliere degli ospiti del nobile. Gli yangban erano legati ai principi confuciani tanto da celebrare riti tipici del confucianesimo: raggiungimento della maggiore età, matrimonio, funerale e culto degli antenati.
Oltre che alla letteratura, alla poesia, e allo studio dei classici, erano dediti anche a pittura e calligrafia. I loro dipinti, principalmente a inchiostro monocromatico, rappresentavano scenari naturali e piante come bambù, orchidea, fiori di prugno e crisantemi, tutti elementi rappresentativi dello studioso confuciano. I sovrani della dinastia Joseon, influenzati dal neoconfucianesimo e animati da uno spirito di indipendenza nazionale, si fecero promotori di varie attività artistiche, e presso la corte questi yangban-artisti, trovarono l'appoggio di ricchi mecenati.

## Nella cultura di massa
Gli yangban caduti in disgrazia diventavano spesso oggetto di derisione in opere popolari, quale lo Yangban cheon ("Storie degli yangban") di Pak Chi-won (1737-1805).
Lo yangban appare anche come personaggio nel teatro in maschera. È una maschera atta a criticare la classe nobile che spesso considerata corrotta e incompetente. In ogni regione il personaggio dello yangban è rappresentato da una maschera e un nome differenti.